# Entelea
Entelea é um género botânico pertencente à família Malvaceae.